# تكبير الشفاه

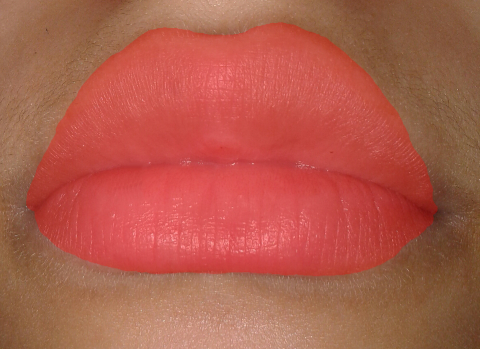
بعد العملية

تكبير الشفاه نوع من العمليات التجميلية الجراحية أو غير جراحية تهدف لتغيير مظهر الشفاه من خلال مضاعفة حجمها بواسطة حقن للتكبير.

## التاريخ
لطالما ارتبطت الشفاه الممتلئة والبارزة بالجمال والصبا، وقد استخدمت الشعوب - حول العالم- مختلف المواد والأدوات على الشفتين لإبراز معايير الجمال للجنسين. كما اختلف مفهوم الحجم المثالي للشفاه مع مرور الزمن في مختلف الثقافات.
في القرن العشرين، حاول الجراحون حقن الشفاه بمادة البارافين (Paraffin) ولكن دون جدوى. وفي بداية ستينيات القرن العشرين، تم استخدام السيليكون السائل لتكبير الشفاه، ولكن منع استخدامه بعد ثلاثين عاما، بسبب الخوف من أضرار السيليكون على الصحة العامة.
وفي عام 1980، ظهر استخدام حقن الكولاجين البقري في مجال جراحات التجميل، وتم اعتباره عالي الجودة مقارنة بمواد الحقن الأخرى، ولكن هذا الكولاجين لا يدوم طويلا، ويتطلب تحليل مسبق للحساسية، وقد ينتظر الزبون ثلاثة أسابيع على الأقل لتحديد موعداً لذلك، بالإضافة أن عليه الانتظار مرة أخرى لظهور نتائج نجاح العملية .
في الوقت الحالي، ينجذب الزبائن والأطباء في أوروبا، وأمريكا الشمالية، والجنوبية، وأستراليا لاستخدام حقن حمض الهيالورونيك مثل ريستالين وجوفيدوم.

## الأدوات والتقنيات
في أواخر تسعينيات القرن الماضي، أصبحت العمليات التجميلية لتجديد الشباب أمراً رائجا، وازداد الإقبال على العمليات الجراحية من جميع أنحاء العالم، وعليه أصبحت الكثير من المواد المستخدمة في المجال الطبي لسنوات بالإضافة إلى المواد العضوية متوفرة لأطباء التجميل لاستخدامها في تكبير الشفاه، أو تنحيفها، أو تحسين الشفاه المشوهة وتحويلها لشفاه ممتلئة ذات مظهر جذاب.
بعض المواد الشائعة المستخدمة في تكبير الشفاه :
- أوتولاجين (Autologen) : مواد مستخرجة من طبقات جلد الشخص نفسه، ولا تشكل خطراً على المريض ولا تسبب حساسية أو أضرار جانبية. إلا أن نتائج حقن الأوتوكولاجين مؤقتة، وذلك بسبب سرعة امتصاص الجسم لتلك المواد.
- الكولاجين (كولاجين) : تتطلب حقن الكولاجين تحليلا مسبق للحساسية، ولا بد من متابعتها لأربعة أسابيع متتالية، وذلك لأن المواد مستخرجة من خلايا بقرية. وقد تستمر نتائج حقن الكولاجين من أربعة أسابيع إلى ثلاثة أشهر، ثم تتلاشى تدريجياً بسبب قابلية الجسم لامتصاصها.
- الديرمالوجين (Dermalogen ) : يؤخذ الديرمالوجين من الأنسجة الجلدية للشخص نفسه، عن طريق عمليات مخبرية دقيقة، ويوضع في تركيز عال من الكولاجين ليتم حقنها بعد ذلك في الشفاه. وقد أثبتت الدراسات أنها تستمر لمدة أطول من الكولاجين
- الألوديرم (Alloderm ) : مادة مأخوذة من الأنسجة البشرية، حيث تؤخذ أنسجة رقيقة من البشرة، ويتم تنقيتها ومعالجتها لإزالة الخلايا التالفة التي قد تؤدي لنقل الأمراض. وبعد ذلك، يتم تخدير الشخص، وحقن الشفاه أو الغشاء المخاطي لها بالألوديرم بكميات قليلة لتكبيرها. كما يمكن أن تحقن في حواف الشفاه -في المنطقة الوردية منها- لتحديدها وإبرازها.
- الإشعاع ( إشعاعية) : محلول تركيبي يتكون من هيدروكسيلابتايت الكالسيوم (calcium hydroxylapatite)، والذي يوضع في مادة هلامية. وقد تم استخدامه بأمان في المجال الطبي لسنوات عديدة. أثبتت الدراسات أن الإشعاع قد يستمر تأثيره من ثلاث إلى خمس سنوات. ووضح أحد الباحثين الدكتور تزيكاس (Tzikas) في دراسة أجراها على 90 شخصا ممن قاموا باستخدام الإشعاع أن 59% منهم شعروا بألم يتراوح بين المعتدل والشديد، ولكن تلاشى بعد فترة تتراوح بين دقيقتين إلى خمس دقائق. وقد وصل معدل استمرار نتائج الإشعاع لمعظم المرضى إلى سنتين، بينما صرح بعضهم أن نتائج التكبير استمرت طوال الفترة من ثلاث إلى خمس سنوات، في حين تطلب أربعة من التسعين شخصا -الذين قاموا بإجراء حقن الإشعاع- تدخلاً جراحياً بسبب ظهور أشكال شبيه بشكل النودلز في الشفاه.
- غور-تكس (Gore-Tex) : يعرف الغورتكس في المجال الطبي بمصطلح EPTFE ، أو بالاسم العلمي بولي تترافلوروإيثيلين (متعدد رباعي فلورو الإيثيلين)، وهو بوليمر خامل وغير سام. كما يعرف في المجال التجاري باسم أدفانتا (Advanta)، وألترا سوفت (UltraSoft) ، وسوفت فورم (SoftForm). ويصل الغورتكس إلى الجراحين على شكل أشرطة يتراوح حجمها بين 2.4 و 3.4 ميليمتر.

## الجراحات الشهيرة في الوقت الحالي
منذ عام 2000، تم تطوير الكثير من الأدوات والطرق لجعل عملية تكبير الشفاه أكثر فاعلية وأماناً، حيث أصبحت الحقن بالكاد تؤلم المريض، بسبب استخدام الأطباء حقن صغيرة جداً من عيار 30 أو 31 لحقن طبقات الشفاه الحساسة، وهي إبر بسماكة دزينة من الشعر البشري. وعلى الرغم من ذلك، قد يتم استخدام التخدير بين الحين والآخر في عمليات تكبير الشفاه.
وتتضمن المواد والتقنيات الحديثة ما يلي:
- نقل الدهون : يقوم الأطباء باستئصال الدهون من بعض الأماكن من جسد المريض، وبعد ذلك يتم إدخالها للشفاه عن طريق الحقن أو عملية جراحية. وغالباً ما تتطلب العملية الجراحية تخديرا مسبق للمريض.
- الرستالين (Restylane) : هي مادة هلامية شفافة مقاربة لحمض الهيالورونيك توجد في الجسم بشكل طبيعي. صرحت الجمعية الأمريكية لجراحي التجميل أن عمليات التجميل المستخدمة للرستالين قد تجاوزت 778000 في عام 2006 – السنة الأحدث من حيث توفر السجلات. ويتراوح تأثير هذه المادة إلى ستة أشهر، وقد تتزايد المدة من شخص لآخر. ويعد الجوفيدوم المادة الكيميائية الأقرب إلى الرستالين، ويعتبرها الأطباء الأخف من حيث الحقن.
- الأرتيكول (Artecoll) : لا تستخدم مادة الأرتيكول والأرتيفيل (ArteFIll) في حقن الشفاه، وذلك لكثافة المادة التي قد يظهر لونها الأبيض من خلال جلد الشفاه الرقيق. ويتكون الأرتيكول والأرتيفيل من كريات مجهرية صغيرة من مركب كيميائي يعرف بمصطلح polymethylmethacrylate) PMMA)، وهو زجاج أكريليكي يتم مزجه بكولاجين بقري، والذي يبقى في الوجه بشكل دائم. وقد يستخدم الأرتيكول في الحواف حول الشفاه لإخفاء الخطوط الرفيعة والتجاعيد، ولكن اشتكى بعض المرضى من تكتل الأرتيكول وتحوله لشكل مشابه للنودلز، وتطلبت حالات أخرى استخراج الأرتيكول جراحياً.

## بدائل غير جراحية
- معزز الشفاه : هو منتج تجميلي يستخدم لتكبير مظهر الشفاه عن طريق تهييج الجلد المحيط بها باستخدام مواد مثل الكابسيسين ( كابسيسين )، وهي مادة نقية عديمة اللون والرائحة، وتعتبر المركب النشط في الفلفل الحار. ويؤدي الكابسيسين إلى الانتفاخ المؤقت للشفاه.
- الضخ : أنبوب مجوف فارغ من الداخل، يستخدم لضخ الدم الموجود في الشفاه، وزيادة تركيزه في الشفتين، مما يجعل الشفاه أكبر بقليل من حجمها الطبيعي. وتعد الأفضل، حيث أنه بالإمكان التحكم بالحجم المناسب شيئا فشيئا. ومن الأمثلة عليها جهاز Fullips المعزز.

## المخاطر والأعراض الجانبية
أثبتت الدراسات أن حقن الدهون في الشفاه هي الوسيلة الأفضل في الحفاظ على الامتلاء لأطول فترة ممكنة، ولكن إذا ما تم حقن الشفاه بكميات مبالغ بها سيتحول مظهرها إلى شكل مضحك كأنه مأخوذ من القصص المصورة، الأمر الذي سيثير اهتمام الجرائد، و سيلفت انتباه المواقع الإلكترونية للسخرية. ويوجد مصطلح ساخر لمثل هذه الحالات يسمى ب( شفاه السمكة ). ويمكن أيضاً لحقن الشفاه المبالغ به أن يؤدي إلى تشكل تكتلات في الشفاه، وقد يظهر بعضها على هيئة نتوء.
و يوجد العديد من الأضرار الجانبية لهذه العملية مثل الاحمرار، والورم ، والشعور بالحكة في المنطقة التي تم حقنها. وبالإضافة إلى مضاعفات أخرى مثل النزيف، وشكل غير متساو للشفاه، وتحرك المواد المحقونة أو بروزها بسبب تفرق الدهون المزروعة وظهورها على السطح البارز للشفاه. وفي الأغلب، تظهر كدمات وأورام قد تستمر لفترة تتراوح بين عدة أيام إلى أسبوع.
قد يعاني البعض من الحساسية تجاه مخدر ليدوكايين ( ليدوكائين )، ومن الأفضل لهم الابتعاد عن حقن الشفاه، حيث تجاوب البعض بشكل سيء للتجربة التي تم إجراؤها على البشرة قبل المباشرة بحقن الكولاجين. ويجب على الذين يعانون من بعض المشاكل الجلدية - مثل التقرحات الجلدية، ومشاكل تكتل الدم، والالتهابات الجلدية، والندوب في الشفاه، وأمراض مزمنة مثل السكري أو الذئبة التي قد تبطئ عملية الشفاء- تجنب عمليات التكبير. كما على أولئك الذين يعانون من مشاكل في أعصاب البشرة، وارتفاع حاد في ضغط الدم، وجروح جراء تكرر بعض الأمراض مثل القوباء البسيط الابتعاد عن عملية تكبير الشفاه. كما يؤثر التدخين في تأخر عملية الشفاء وسرعة ظهور النتائج.
وعلى الرغم من أن عملية الحقن بالدهون تستمر لفترة أطول من الحقن الأخرى، إلا أنها قد تخلف تكتلات وأعراض مؤدية للندوب. وقد تعتمد مدة بقاء تاثير حقن الدهون في الشفاه على عدة عوامل منها مدى تحرك المنطقة المحقونة، ومدى اقترابها من مجرى تدفق الدم. وأيضاً، يجب أن تكون الدهون مأخوذة من مناطق أخرى - غير الشفاه - من جسد المريض نفسه لأنها قد تخلف ندوباً جراحية في ذلك الجزء. ولكن في الوقت الحالي، أصبحت تقنيات استخراج الدهون أكثر تطوراً ونقاءً.

## النقاش
ينصح جراحو التجميل الأغلبية بوجود بدائل وخيارات لتعزيز وتحسين مظهر الشفاه، ويعترف الكثير من الأطباء أن نسبة نجاح عملية التكبير تعتمد على مدى مهارة الطبيب، التي يكتسبها من خبرة العديد من السنوات، وحقن مختلف أنواع الشفاه. ويجب على الطبيب أن يتقن مختلف أنواع التقنيات والحقن، حيث يجب أن يراعي مصلحة المريض ورغبته في العودة إلى نشاطاته اليومية ووضعه الطبيعي بأسرع وقت ممكن. ويجري بعض الأطباء عملية جراحية تعرف بعملية السديلة الجراحية، حيث يقوم الطبيب باستئصال جزء صغير من الأنسجة المحيطة بالشفاه أو تلك الموجودة بداخل الفم، وحقنها بالشفاه. ولكن هذه العملية لا تقوم بزيادة حجم الشفاه بل تعطي بروزاً خفيفا لها.